# Oskar Kuhn
Oskar Kuhn, född den 7 mars 1908 i München, död 1990, var en tysk paleontolog. Han utbildades i Dinkelsbühl samt Bamberg och studerade därefter naturvetenskap med inriktning på geologi och paleontologi vid Münchens universitet, där han erhöll sin filosofie doktorsgrad 1932.
Auktorsnamnet Kuhn kan användas för Oskar Kuhn i samband med ett vetenskapligt namn inom zoologin; se Wikipedia-artiklar som länkar till auktorsnamnet.